# Южная Мин
Южная Мин (кит. упр. 南明, пиньинь Nán Míng) в истории Китая — собирательное название нескольких режимов, существовавших в отдельных районах центрального и южного Китая после смерти последнего правившего в Пекине государства империи Мин Чжу Юцзяня и захвата Пекина и северного Китая маньчжурской империей Цин в 1644 году. Южно-минские режимы возглавлялись «императорами», происходившими из правившей в империи Мин семьи Чжу, или по крайней мере теоретически были верны одному из этих императоров (то есть, например, признавали его календарную эру).
Последний южно-минский император Чжу Юлан бежал в Бирму в 1659 году. В 1662 году он был выдан бирманским королём цинскому Китаю и казнён; в том же году было покончено и с его главным партизанским генералом, Ли Динго, Великим князем Цзиньским, что ликвидировало какое-либо серьёзное южно-минское сопротивление на большой земле. Тем не менее, режим захватившего Тайвань Чжэн Чэнгуна и его наследников (государство Дуннин), теоретически признававший власть империи Мин, просуществовал ещё два десятилетия, до 1683 г.

## Падение Минской империи (1644)

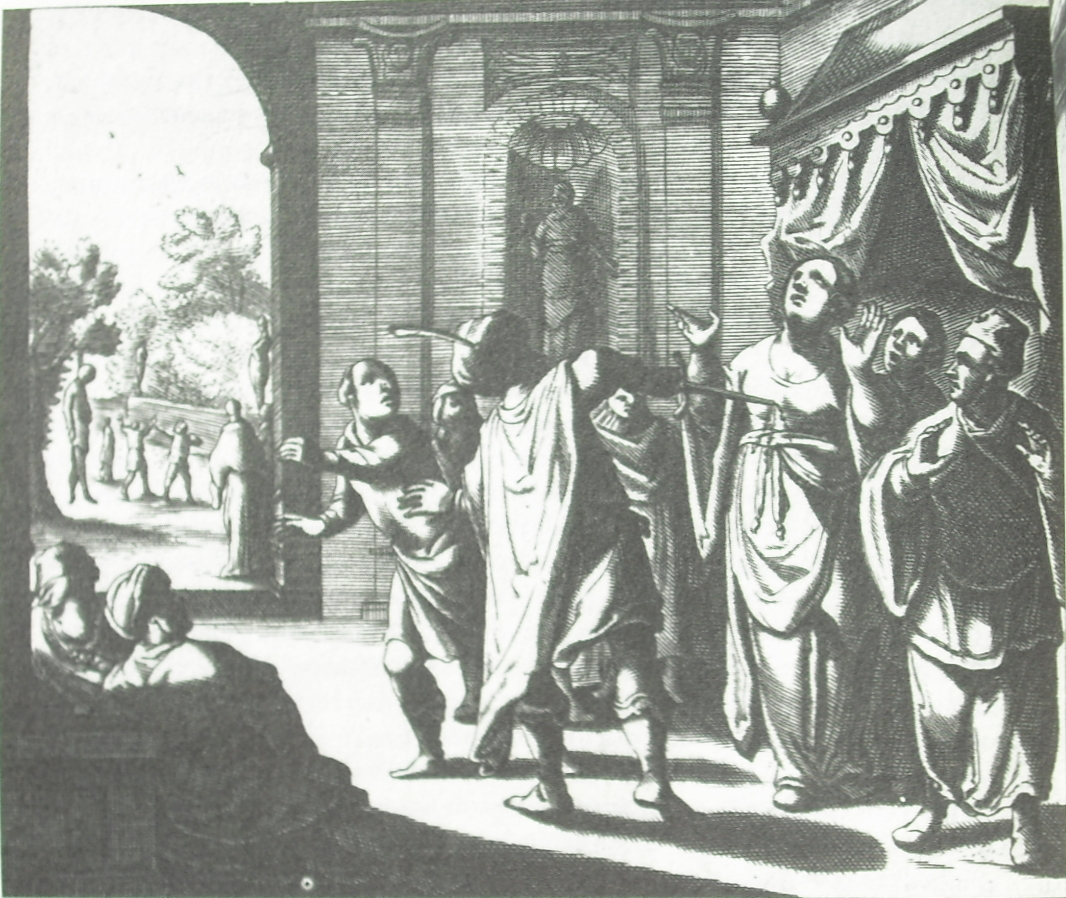
Император Чжу Юцзянь убивает свою дочь, чтобы она не досталась повстанцам Ли Цзычэна. Слева во дворе виднеется повесившимся на дереве видимо он же. Рисунок европейского художника для «Рассказа о татарской войне» Мартино Мартини (1655 г)

После более двух веков существования основанная Чжу Юаньчжаном в 1368 г. Империя Мин вошла к концу XVI в. в состояние застоя (царствие Ваньли), перешедшее в XVII в. в период упадка государственной власти.
В 1620-х годах чжурчжэни, жившие вдоль северо-восточной границы империи, полностью захватили минскую провинцию Ляодун, создав там империю Поздняя Цзинь, которую они вскоре переименовали в Империю Цин, а себя — в маньчжуров. На сторону Цинской империи перешло немало китайцев, включая и некоторых видных генералов, ранее сражавшихся в Ляодуне против чжурчжэней/маньчжуров (напр. Хун Чэнчоу).
Внутри же Китая крестьяне вступали в ряды бандформирований или повстанческих отрядов, объединившиеся под общим командованием Ли Цзычэна на севере страны и Чжан Сяньчжуна в её центральных районах. Весной 1644 г. повстанцы Ли Цзычэна без боя вступили в Пекин. Войдя в Запретный город, они обнаружили, что императорская казна пуста, а сам император Чунчжэнь (Чжу Юцзянь) повесился на задворках дворца. Вскоре последний минский генерал, обладавший гарнизоном с реальной силой — У Саньгуй, в крепости Шаньхайгуань на Великой стене — открыл ворота маньчжурам; цинские войска, с помощью У Саньгуя, изгнали Ли Цзычэна из Пекина, и Пекин стал новой столицей Цинской империи.

## Нанкин

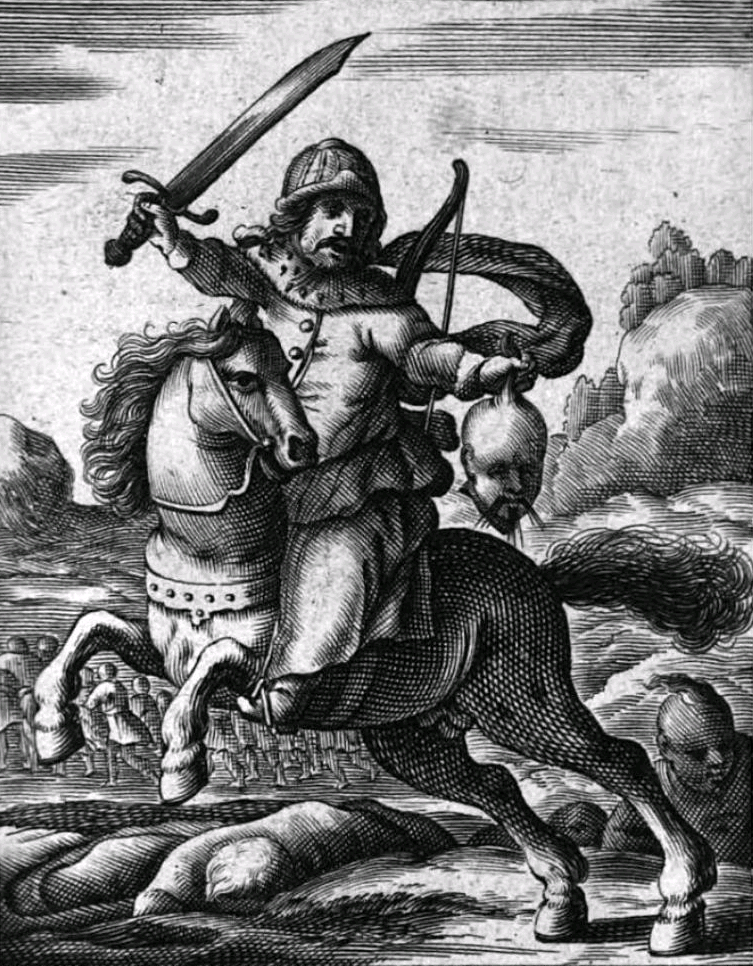
Вторжение маньчжур в Китай. Гравюра европейского художника с титульной страницы книги Мартино Мартини «Рассказ об опустошении Китайского Царства татарами» (Regni Sinensis a Tartaris devastati enarratio. Амстердам, 1661). Рисунок критикуется современными историками (Памела Кроссли, Давид Мунджелло) как не соответствующий содержанию книги: например, маньчжурский воин держит отрубленную голову за косу, хотя косы носили именно маньчжуры (и покорённые ими китайцы), а не китайцы, ещё воюющие на стороне Южной Мин

События 1644 года были далеко не первым эпизодом в истории Китая, когда север страны был захвачен варварами, и законный император погиб или был взят в плен. За пятьсот лет до этого, в 1127 году, сунская столица Кайфын была захвачена предками маньчжуров — чжурчжэнями, а молодой император и недавно отрёкшийся от престола прежний император Хуэйцзун были увезены в Маньчжурию. Тем не менее один из выживших членов императорского дома сумел воссоздать империю. С новой столицей в Ханчжоу (регион Цзяннань), империя Южная Сун просуществовала ещё полтораста лет.
В отличие от империи Сун, у империи Мин была «запасная столица» — Нанкин (то есть «Южная столица»), главный центр богатейшего региона Китая, Цзяннани, откуда императорский двор был переведён в «Северную столицу» Пекин императором Юнлэ в начале XV века. Хотя со времён Юнлэ императоры никогда не жили в Нанкине, там оставались императорский дворец, и существовали уменьшенные варианты большинства государственных министерств и ведомств. Не то чтобы в данной ситуации они были особо работоспособны: когда 5 апреля 1644 г. император Чунчжэнь (Чжу Юцзянь) разослал запрос об экстренной помощи по всем командным центрам империи, нанкинский военный министр и генерал-губернатор Цзяннани Ши Кэфа так и не смог мобилизовать войск для северной столицы к моменту её падения 3 недели спустя.
Тем не менее Ши Кэфа и другие высшие нанкинские чиновники, собравшиеся 22 мая 1644 г. для обсуждения вопроса «Что делать?», наверняка помнили о примере Южной Сун.
Что случилось с сыновьями погибшего императора Чжу Юцзяня, никто не знал, но особых надежд на их спасение не было; для существования империи же необходим был действующий император, или по крайней мере регент.
Следующим после сыновей Чжу Юцзяня по порядку престолонаследия был, несомненно, Чжу Юсун, великий князь Фу: внук императора Ваньли и двоюродный брат Чжу Юцзяня. За ним по порядку престолонаследия следовали ещё три великих князя, которые находились слишком далеко от Нанкина, чтобы рассматриваться как серьёзные кандидатуры в создавшихся обстоятельствах. Пятым по порядку шёл Великий князь Лу (Чжу Чанфан).
Кандидатура Великого князя Фу вызывала, однако, определённые разногласия. Его отец был сыном императора Ваньли от его любимой жены по фамилии Чжэн; но, несмотря на несомненное желание императора сделать его наследником престола, мандарины минского госаппарата заставили императора «играть по правилам», и сделать своим наследником своего первородного сына (от другой жены) Чжу Чанло. Многие потому опасались, что придя к власти, князь Фу начнёт сводить счёты за давнюю обиду своего отца; к тому же Ши Кэфа знал князя Фу не с лучшей стороны, и предпочёл бы ему Лу как правителя. Тем не менее сторонники князя Фу, предводительствуемые Ма Шиином (马士英), смогли быстро организовать доставку его с реки Хуай в Нанкин, где он был торжественно встречен собравшимися чиновниками 5 июня 1644 г. 7 июня он был по примеру Чжу Циюя (правившего в 1449—1457, пока его брат был в плену у монголов) объявлен регентом (кит. трад. 監國, упр. 监国, пиньинь jiānguó, буквально: «управляющим государством») и переехал в нанкинский императорский дворец. Уже 19 июня он был провозглашён императором, и было объявлено что следующий (1645) год будет первым годом эры Хунгуан.

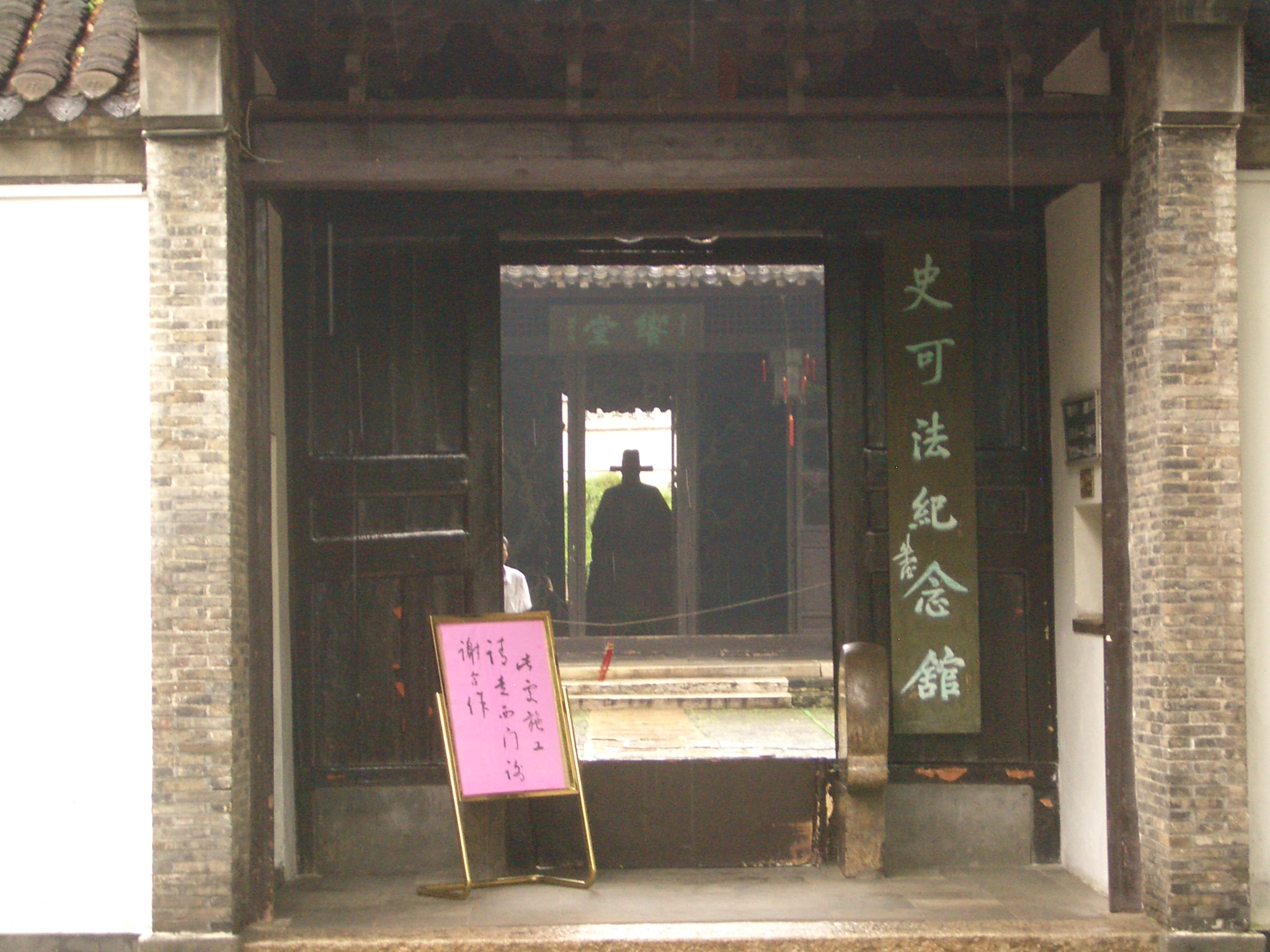
Мемориал Ши Кэфа, одного из самых почитаемых героев Китая, в Янчжоу

Первый год эры Хунгуан оказался однако и её последним годом. Ни в финансовом, ни в организационном, ни в военном отношении режим императора Хунгуана не представлял собой значительной силы. Его реальный контроль не простирался за пределы нескольких провинций, прилегающих к Нанкину, и даже там сбор налогов был часто затруднён тем, что местное население было разорено бандформированиями. Режим раздирался фракционной борьбой между кликами Ши Кэфа и Ма Шиина, а войско кое-где состояло из местных разбойников, поставленных на казённое довольствие. Многие в правительстве считали, что главной опасностью для государства являются не маньчжуры, а повстанцы Ли Цзычэна и прочие незаконные бандформирования, и до какой-то степени приветствовали антиповстанческую деятельность маньчжуров на севере страны.
Осенью 1644 г даже было послано посольство в Пекин, в надежде договориться с маньчжурами и откупиться от них, по примеру Южной Сун и чжурчжэньской Империи Цзинь, но маньчжуров такое предложение вовсе не интересовало, и они просто отобрали привезённые из Нанкина дары и арестовали двух из трёх послов. Третий из них был завербован маньчжурами как тайный агент и отпущен обратно в Нанкин.
Весной 1645 г. в Нанкине объявился и был посажен в крепость самозванец Ван Чжимин, выдававший себя за сына повесившегося императора Чжу Юцзяня.

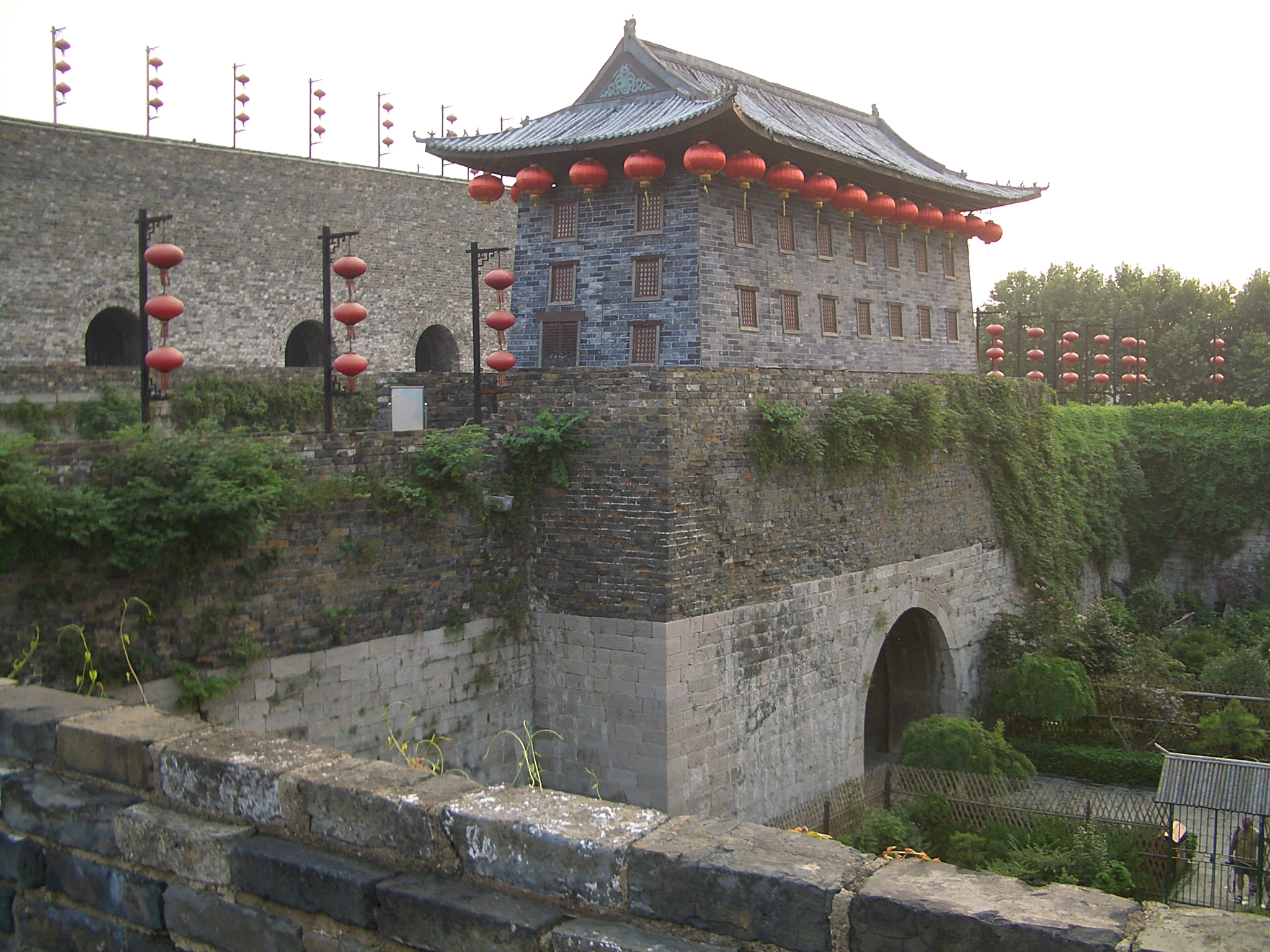
Когда маньчжуры подошли к стенам Нанкина, никто не стал защищать город

Тем временем зимой 1644/45 гг. маньчжуры произвели зачистку северных провинций от остатков повстанцев Ли Цзычэна, и в январе начали наступление на северную окраину территорий, контролируемых режимом Хунгуана. Ши Кэфа, командовавший северным фронтом, просил подкреплений, но сидящий в Нанкине Ма Шиин отказывал, подозревая, что Ши просто хочет укрепить свои политические позиции. Однако на некоторое время маньчжуров удалось остановить на Жёлтой реке. В конце мая 1645 г., несмотря на героическую оборону, организованную посланным в Янчжоу Ши Кэфа, этот ключевой город на северном берегу Янцзы был взят армией маньчжурского князя Додо (Dodo), за чем последовала пятидневная массовая резня уцелевших защитников города и гражданского населения — полагают, что Додо поощрял её, в качестве предупреждения жителям других городов Цзяннани. Пленённый маньчжурами Ши Кэфа отказался перейти на их сторону и также был казнён.
Ночью 1 июня маньчжуры под прикрытием тумана и при помощи отвлекающего манёвра смогли форсировать Янцзы и занять Чжэньцзян. Путь на Нанкин был открыт. Минские военные моряки на Янцзы, поняв, что их обошли, ушли вниз по реке и затем перебазировались в Фучжоу.

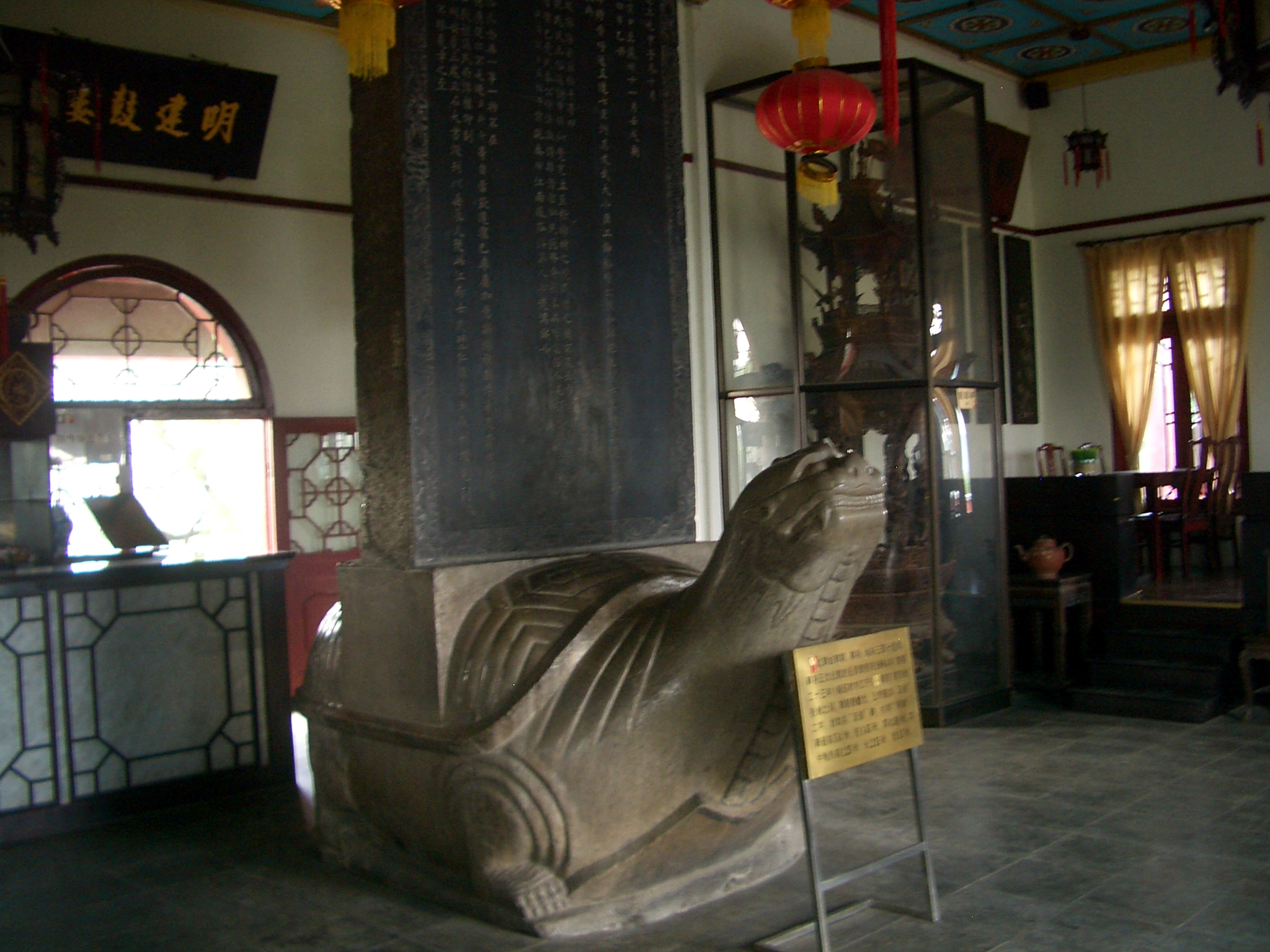
39 лет спустя после падения Нанкина, цинский император Канси посетил город, и в знак нерушимости господства Цин установил в нанкинской Барабанной башне свою черепаху

После падения Янчжоу в Нанкине начался общий хаос. Клика Ма Шиина и Жуань Дачэна расправлялась со своими противниками, но скоро по Янцзы из Учана пришёл флот тамошнего губернатора (бывшего повстанца) Цзо Лянъюя (Zuo Liangyu, 左良玉), решившего разделаться наконец с Ма и Жуанем. На заре 4 июня жители Нанкина узнали, что император Хунгуан покинул город, и ринулись грабить его опустевший дворец. Толпы сброда освободила самозванца Ван Чжимина, привели его во дворец и объявили императором, а ранее посадивший его в тюрьму Ма Шиин бежал из города, скрываясь от народного гнева.
6 июня маньчжуры подошли к стенам Нанкина; оставшиеся в городе руководители вышли приветствовать их, преподнеся князю Додо свои визитные карточки. Маньчжуры не стали учинять резни и больших разрушений в южной столице, но снесли императорский дворец, а также несколько кварталов для своей базы, и захватили немало местных женщин. Большинство пленниц было впоследствии выкуплено их семьями, но несколько сот было уведено в Пекин. Сам же Нанкин («Южная столица») был переименован в Цзяннин («Речной покой»).
Традиционные китайские источники расходятся, что сталось с императором Хунгуаном, бежавшим из своей столицы. Ни один из городов в округе не хотел приютить его. По одни рассказам он утопился, по другим — его утопил один из его генералов, чтобы он не достался врагам. Историки, впрочем, полагают, что на самом деле он на короткое время нашёл прибежище у генерала Хуан Дэгуна в Тунлине (пров. Аньхой), но когда 15 июня за ним явились цинские войска, офицеры Хуан Дэгуна убили своего генерала, сдали императора Цинам и перешли на сторону завоевателей. 18 июня маньчжуры привезли его в Нанкин. После осмеяния местными жителями и «очной ставки» с самозванцем Ван Чжимином, бывший император был увезён в Пекин, где как он, так и Ван Чжимин были казнены в 1646 г.

## Гуандун
Младший брат убитого Цинами Чжу Юйцзяня, Чжу Юйюэ (朱聿鐭), смог бежать из Фуцзяня в Гуандун. 5 декабря 1646 г. он прибыл в Гуанчжоу, где его уже поджидали многие из бывших придворных его брата, и через неделю он был провозглашён в Гуанчжоу императором под девизом Шаоу. Он сформировал свой императорский двор, в основном из кантонских чиновников, армию и флот — главным образом из местных горных разбойников и морских пиратов.
Услышав эти новости, внук императора Ваньли Чжу Юлан, считавший себя законным наследником престола, вернулся из Учжоу в Чжаоцин и 24 декабря 1646 г. также был провозглашён императором, под девизом Юнли, и начал спешно организовывать оборону в стратегических пунктах по Западной реке, что течёт от Чжаоцина к Гуанчжоу.
Далее события развивались быстро. Попытка договориться кончилась неудачей: приверженцы Шаоу просто казнили прибывшего к ним посланца Юнли. Между двумя южноминскими императорами началась гражданская война. Хотя силы Юнли смогли выиграть первую битву (4 января 1647 г), во втором сражении, 7 января близ г. Саньшуй, они были практически уничтожены войсками Шаоу. Но тут маньчжуры под командованием Чэндуна пришли в Гуандун (т. н. Первое цинское вторжение в Гуандун) и разгромили силы обоих соперничающих минских императоров. Генералы Шаоу были настолько заняты борьбой с Юнли, что цинские силы (небольшое ядро маньчжурско-китайских знамённых войск и разношёрстные китайские отряды, перешедшие из разбитых минских армий к Цинам) смогли незаметно для неприятеля дойти из Фуцзяни до самых стен Гуанчжоу и разгромить войска Шаоу, как раз когда те устроили свой парад победы (20 января). Премьер-министр императора Шаоу совершил самоубийство, а большинство других членов госаппарата перешло на сторону Цинов. Что касается самого императора Шаоу, то он пытался бежать, но был пойман и казнён (конец января 1647), как и многие другие находившиеся в Гуанчжоу члены минского императорского дома.
Благоприятное географическое положение — к западу от Гуанчжоу, в низовьях Западной реки, в бассейн которой входит почти вся провинция Гуанси, что облегчало возможность отступления практически в любую точку этой провинции с использованием водного транспорта — спасло императора Юнли от подобной же участи. Избавленный маньчжурами от конкурента император Юнли со своим двором эвакуировался из Чжаоцина вверх по Западной реке в Учжоу, оттуда вверх по Гуйцзян в Гуйлинь. Наконец 20 марта император перебрался в Цюаньчжоу (Quanzhou), в самом северо-восточном углу провинции, на границе с Хунанью (тогда, Хугуаном). Цинские войска взяли Чжаоцин 20 февраля и Учжоу 5 марта. Небольшой цинский отряд добрался даже до Гуйлиня (15 апреля), но не смог взять города.
Эвакуация минского двора в Цюаньчжоу, расположенном на стыке речных систем Гуанси и Хугуана, имела определённый стратегический смысл. К этому времени большинство войск, ещё сохранивших верность минской династии, находились именно в южном и западном Хугуане.
Среди них были остатки бывших минских гарнизонов в этой провинции, переживших крестьянскую войну Чжан Сяньчжуна путём ухода в горы и перехода на полупартизанский режим существования. Были там и части армий хугуанского губернатора
Цзо Лянъюя, которые летом 1645 г. сдались Цинам близ Цзюцзяна, но сейчас возвратились в Хугуан и вернулись на минскую сторону. Была также армия из Юньнани, которая была два года назад послана к Нанкину на помощь императору Хунгуану (Чжу Юсуну), но только добралась до провинция Хугуан к моменту падения Нанкина. Наконец, все четыре генерала, командовавшими остатками армий Чжан Сяньчжуна (чей кровавый режим был недавно уничтожен Цинами в Сычуани) одновременно вели переговоры и с цинским режимом, и с минскими императорами (сначала с Лунъу, теперь с Юнли). Однако все эти силы были плохо организованы, разобщены и едва ли могли эффективно взаимодействовать друг с другом; к тому же в Хугуане, опустошённом повстанческими армиями Чжан Сяньчжуна и мятежниками Цзо Лянъюя, не было достаточных ресурсов, чтобы поддерживать их в боеспособном состоянии.
Неожиданно для минского двора на их сторону перешли генералы Цзинь Шэнхуань и Ван Дэжэнь. В прошлом Цзинь был минским генералом, а Ван был одним из командиров в повстанческой армии Ли Цзычэна. Оба в своё время сдались со своими войсками Цинам и играли важную роль в усмирении провинции Цзянси; но сейчас у них возникли проблемы с их новыми хозяевами. Цзинь и Ван, командовавшие цинскими войсками в этой провинции, 20-21 февраля 1648 года подняли восстание в её столице Наньчане, к которому присоединились многие антицински настроенные жители провинции. В результате этого восстания
весной 1648 г. верные императору Юнли силы смогли освободить Гуандун от цинских оккупантов, и императорский двор вернулся в Чжаоцин.

В этом же году иезуит Коффлер окрестил Главную вдовствующую императрицу Ван, которая стала известна как Елена Ван; вдовствующую императрицу Ма, ставшую Марией; императрицу Анну Ван; и наследника престола Чжу Цусюаня, родившегося около 1646 г, и ставшего в крещении Константином (Dangding, Дандин) — надо полагать, не без мысли о св. Елене и Константине.
Крещение членов императорского дома произвело сенсацию в Европе; однако китайские источники о нём не сообщают.
 Многочисленные придворные также приняли крещение.

## Юго-запад
К началу 1650 г, однако, военное положение вновь ухудшилось для минской стороны, и в феврале 1650 г. двор Юнли вместе с Боймом отступил вверх по реке в Учжоу. В начале ноября (видимо, ещё в Учжоу), Главная вдовствующая императрица Елена Ван и главный евнух Ахиллес Пан написали письма к Папе римскому и генералу ордена иезуитов со слёзной просьбой о помощи против цинских завоевателей. Бойм взялся доставить послания по назначению и замолвить слово за беглого императора перед святейшим престолом. Вместе с Боймом Ахиллес отправил в Рим двух молодых придворных-христиан, но один из них, Иосиф Го (кит. упр. 郭若习, пиньинь Guō Ruòxí, палл. Го Жоси) вскоре заболел и вернулся домой. Другой же, Андрей Чжэн (кит. упр. 郑安德勒, пиньинь Zhèng Āndélè, палл. Чжэн Андэлэ), добрался с Боймом до Рима, и в 1659 г. вернулся с ним в Китай.
В ноябре того же года, после падения Гуанчжоу, императорский двор продолжил путь на запад, эвакуировавшись в Наньнин, столицу провинции Гуанси. Тем временем Коффлер выбрался из взятого цинскими войсками Гуанчжоу и попытался проникнуть в Гуанси к императору, но был по дороге убит маньчжурами.

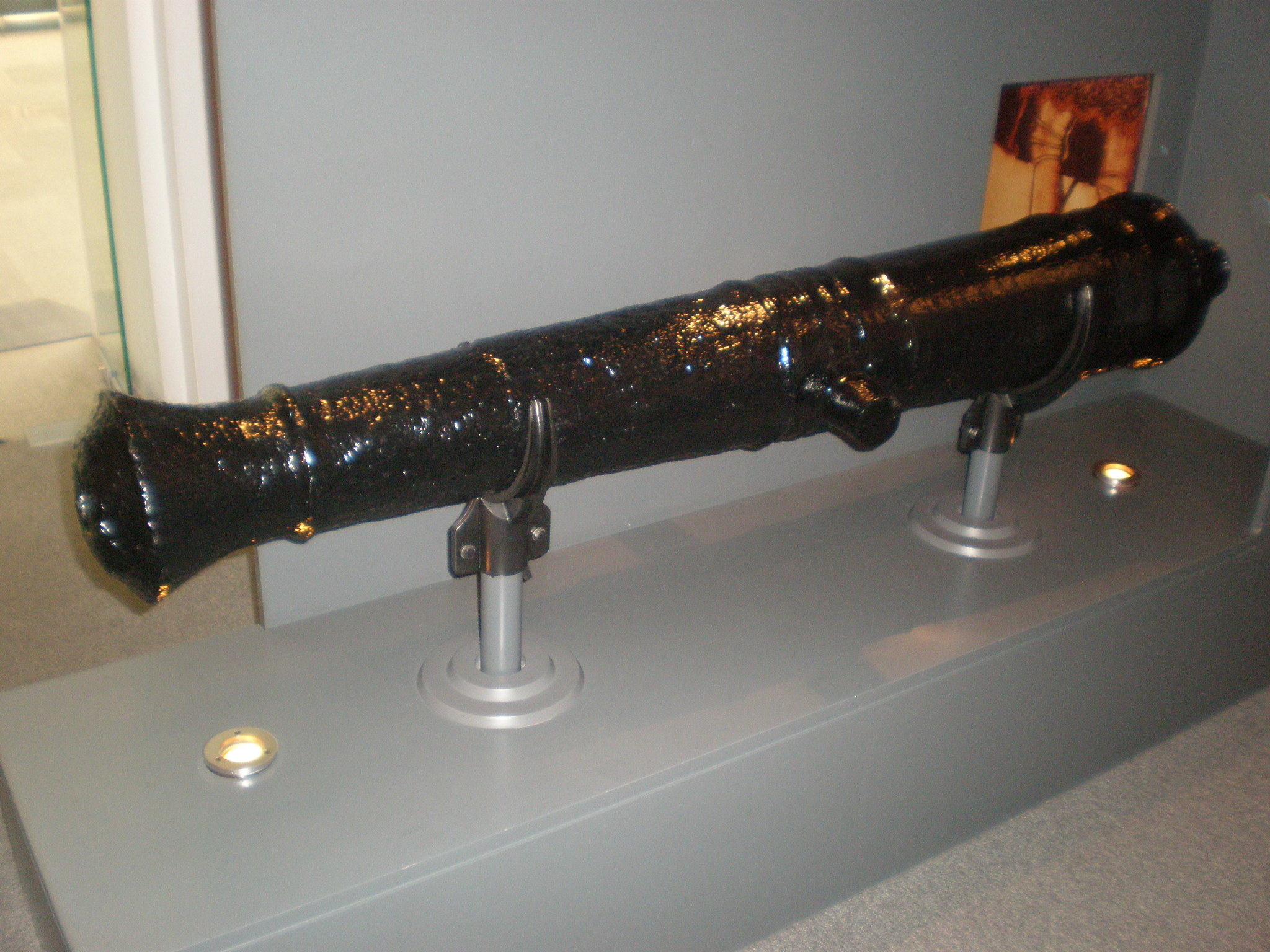
Пушка, отлитая сторонниками Юнли ок. 1650 г

Летом 1651 г. Главная вдовствующая императрица Елена Ван умерла в Наньнине,
и в октябре императору Юнли с матерью, женой, двумя наложницами, детьми и двором пришлось бежать от наступающих Цинов на север, в Гуйчжоу.
После бегства из Наньнина главной военной силой, остававшейся (хотя бы номинально) на стороне минского императора стали остатки бандитско-повстанческих сил того самого Чжан Сяньчжуна, который в предшествующем десятилетие терроризировал минские власти в центральном Китае. Сам Чжан Сяньчжун был убит в стычке с цинами в 1647 г., вскоре уничтожившими его кровавый режим (т. н. «Великое Западное Государство» в Сычуани).
Когда войска У Саньгуя, продолжавшего работать на своих цинских хозяев, вошли в Сычуань в 1651 г для зачистки территории, уцелевшие подручные Чжана, Ли Динго, Лю Вэньсю и Сунь Кэван отвели свои отряды на юг, в Юньнань и Гуйчжоу. Сунь Кэван и раньше предлагал Чжу Юлану свою поддержку при условии, что его пожалуют в великие князья Минской империи, но тогда Чжу Юлан отвергнул это предложение, мотивируя это тем, что Сунь Кэван не императорской крови. Но в 1651 г. минскому императору, спасавшемуся от цинского наступления, не оставалось ничего делать, как принять поддержку Сунь Кэвана. В результате император, однако, попал из огня да в полымя: с марта 1652 г, бывший бандит, сделавшийся великим князем, держал императора под контролем своих подручных в Аньлуне (Anlong), глухом уголке юго-западного Гуйчжоу, недалеко от границы с Гуанси и Юньнанем, а сам же утвердился в столице провинции, городе Гуйян, как фактический глава государства.
Император пытался связаться с другим бывшим Чжан-Сяньчжуновским генералом, Ли Динго, чтобы тот освободил его от опеки Суня; прознав об этих планах императора, весной 1654 г Сунь Кэван послал комиссию в Аньлун, проведшую расследование анти-Суньской деятельности при дворе императора, и казнившую 18 членов императорской свиты.

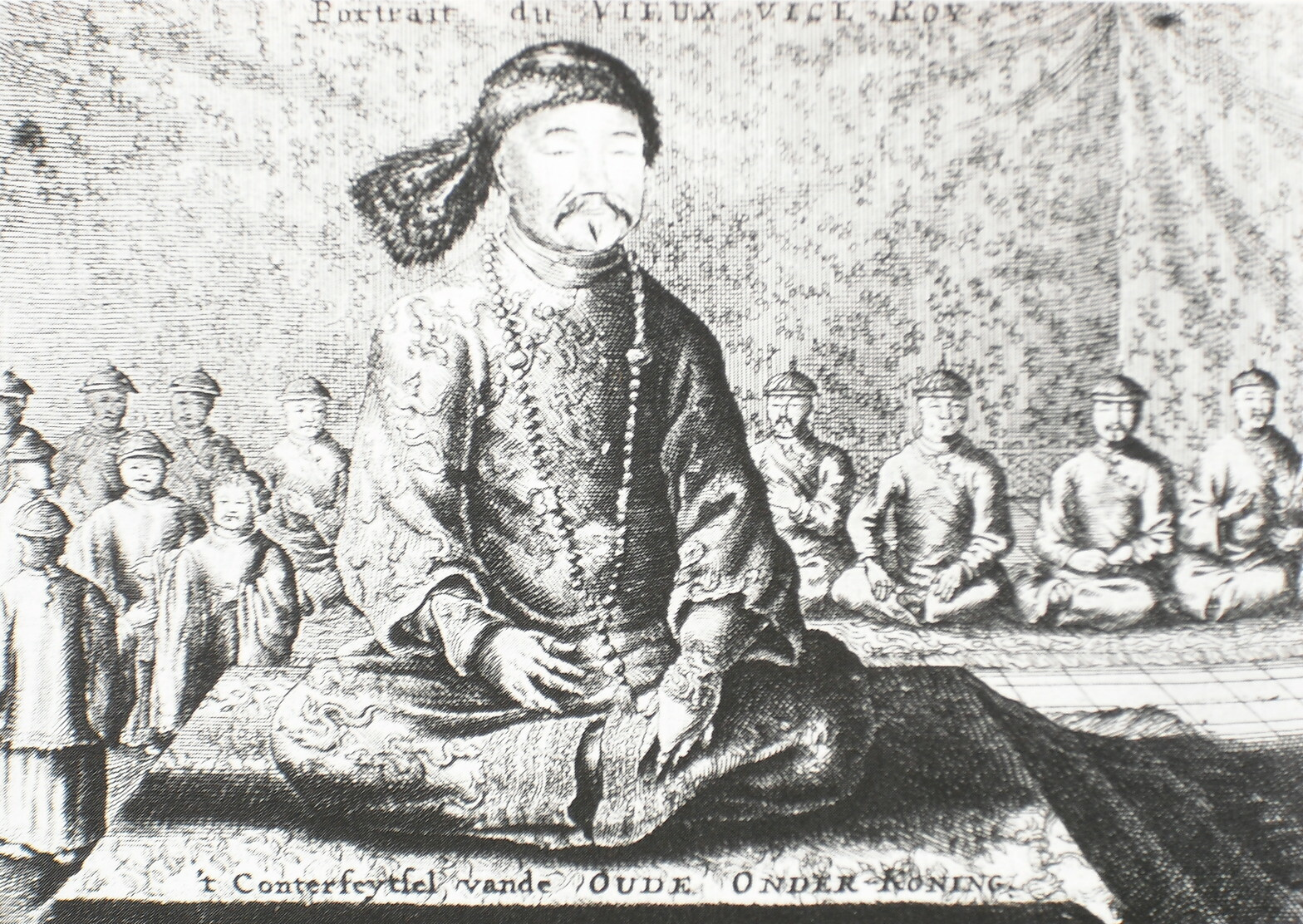
Шан Кэси, цинский генерал-губернатор Гуандуна

Ли Динго тем временем достаточно успешно воевал за минского императора против Цинов. В декабре 1654 г. его 40-тысячная армия даже смогла осадить Гуанчжоу, в надежде взять крепость измором. Ли надеялся, что на помощь ему приплывёт флот Чжэн Чэнгуна. Но вместо этого на помощь осаждённому в крепости цинскому генерал-губернатору Шан Кэси (尚可喜) прибыло маньчжурское подкрепление, и в марте 1655 г Ли пришлось отступить в Гуанси.
Только в 1656 г. Ли Динго наконец избавил императора от контроля Сунь Кэвана, за что и был пожалован в Великие Князья Цзиньские, то есть официально стал вторым после императора человеком в «империи».
В 1656 г двор Юнли под охраной Ли Динго прибыл в столицу Юньнани, Куньмин, и смог на некоторое время достаточно стабильно обосноваться там. Князь Му Тяньбао, наследник рода Му, владетельствующего в Юньнани ещё со времён одного из основателей минской империи, Му Ина (Mu Ying), стал одним из главных лиц в правительстве Юнли.
Известно даже, что в том же году императорский двор набрал около 20 мальчиков для работы евнухами в императорских покоях.
Стабильному существованию режима Юнли в Куньмине пришёл конец в январе 1659 года, когда, сметя сопротивление сил Ли Динго, в Куньмин вошли войска знаменитого У Саньгуя, того самого китайского генерала, который за 15 лет до того открыл маньчжурам дорогу в Китай. В апреле 1659 г на бирманской границе Чжу Юлан расстался с Ли Динго, который остался на китайской земле во главе большей части уцелевших минских сил, в надежде отвоевать у Цинов достаточно большой кусочек Китая, куда мог бы вернуться император. Сам же император Юнли вместе с Му Тяньбао и несколькими тысяч человек свиты и охраны вошёл в Бирму и, перевалив через заселённые полунезависимыми племенами горы, достиг первого бирманского города, Бамо, на реке Иравади.
Китайцы смогли захватить у местных жителей около сотни лодок, на которых император со своим двором и часть его войск стали сплавляться к тогдашней столице бирманского королевства, Аве. Остальные же войска (около 800 человек, под командованием генерала по фамилии Пань), пошли к столице сухим путём, но по дороге были все перебиты бирманцами.

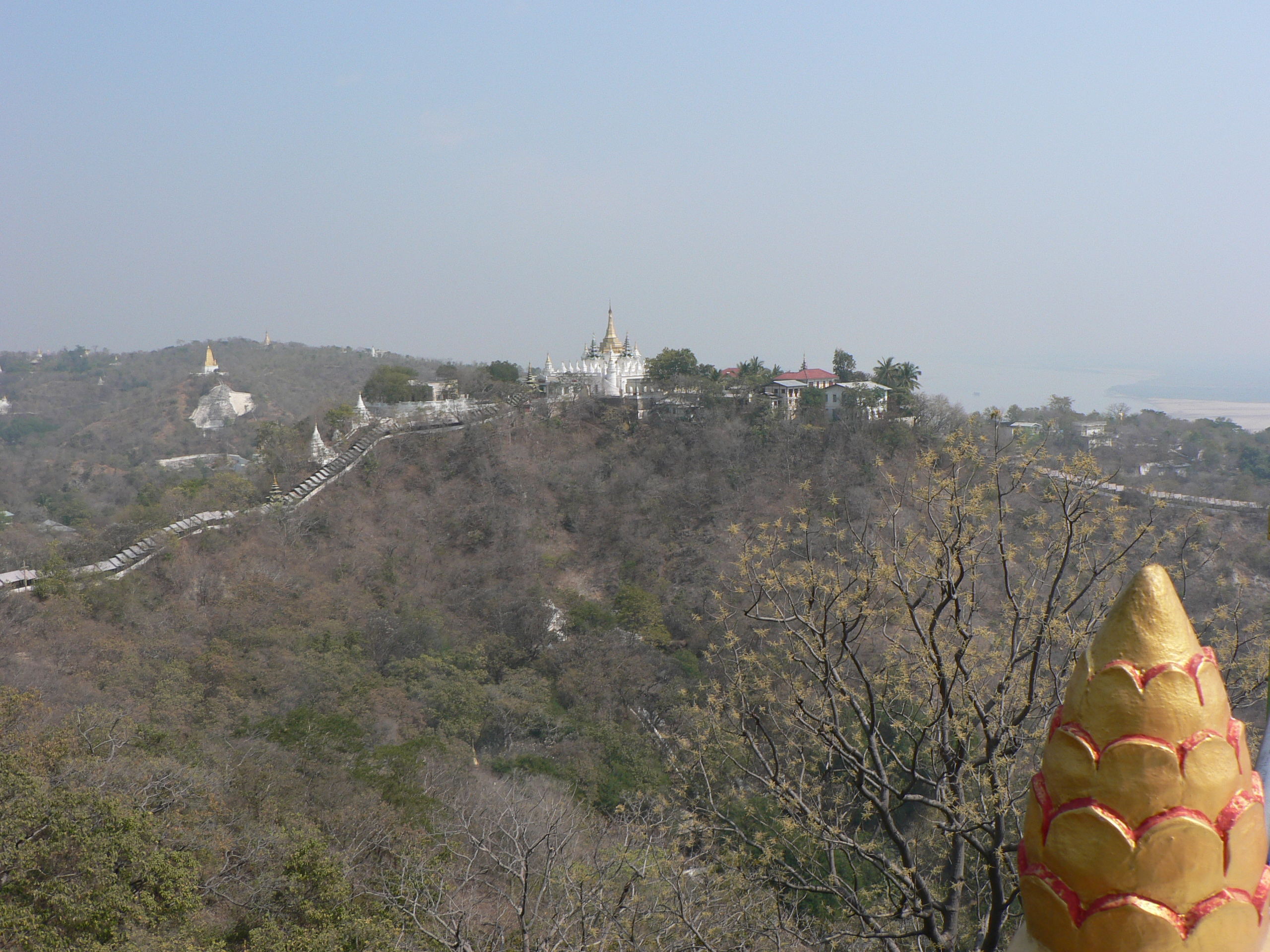
Сикайн, современный вид

Примерно в это же время Михал Бойм и Андрей Чжэн вернулись в юго-восточную Азию с папским ответом на письма императрицы и евнуха. Папа обещал молиться за императорскую семью, но не обещал какой-то конкретной помощи — а португальцы в Макао, так же как и голландцы, тоже посещавшие Китай, давно уже признали цинскую династию как новое законное правительство всей страны. Попытки Бойма проникнуть вглубь Китая и отыскать императора-партизана не увенчались успехом, и 22 июня 1659 г он умер где-то в джунглях у китайско-вьетнамской границы, и был похоронен Чжэном.
Бирманский король Бенгтал (Пиндале) (Pindale) был, видимо, вовсе не в восторге от неожиданных гостей, прибывших в его столицу, но не стал пытаться истребить или изгнать их. Император и его двор были интернированы в посёлок Сикайн, через реку от Авы. Китайцы провели там более двух лет. В августе 1662 г. недавно сменивший Пиндале новый бирманский король, Пьи Менг (Pye Min), видимо, решил избавиться от проблем, связанных с присутствием беглого императора на его территории. Его многотысячное войско с боевыми слонами окружило минский лагерь и в неравном бою перебило практически всех китайцев (несколько тысяч человек, согласно мемуарам Ян Дэцзэ), оставив в живых лишь императорскую семью (Чжу Юлан, его мать, жена, две наложницы, наследник Константин и принцесса), юного евнуха Ян Дэцзэ и несколько почти случайно выживших офицеров и придворных.
В самом конце 1661 г. не дождавшиеся ответа из Бирмы на свои запросы о выдаче беглого императора У Саньгуй и маньчжурский князь Айсинга вошли из Юньнани в Бирму, и, преодолев сопротивление ещё действующих в приграничных районах сил Ли Динго, к 20 января 1662 г подошли на 30 км к Аве. Через несколько дней бирманский конвой передал царственных пленников цинским войскам, которые после трёхмесячного пути доставили их в Куньмин.
14 апреля 1662 г. цинские регенты в Пекине получили сообщение из Куньмина от У Саньгуя и маньчжурского генерала Айсинги о поимке беглого минского императора. Не существует документального подтверждения об отдаче цинским двором приказа о казни Чжу Юлана; однако историки полагают, что ни У Саньгуй, ни Айсинга не осмелились бы казнить его по собственной инициативе. С другой стороны, У Саньгуй и Айсинга и сами вряд ли бы хотели долго держать пленного императора в Куньмине (учитывая то, что за несколько недель его содержания там был раскрыт по крайней мере один заговор в рядах цинского гарнизона, направленный на его освобождение), или отправлять его через всю страну в Пекин (ввиду далеко не полного цинского контроль над дорогами). Как бы то ни было, источники сходятся на том, что во второй половине мая или в июне 1662 г. император, наследник Константин (которому тогда было около 16 лет), и, возможно, ещё один юноша из числа императорских родственников были удавлены или же их заставили удавиться.
Ли Динго, отряд которого так и не смог вызволить императора из рук бирманцев и Цинов, погиб на юге Юньнани, близ лаосской границы, через несколько месяцев после казни императора (вероятно, в августе 1662 г).
На этом закончилось организованное минское сопротивление маньчжурам на китайской большой земле.